# Luboš Buchta
Lubomír Buchta, bekannt unter der Kurzform Luboš Buchta (* 16. Mai 1967 in Nové Město na Moravě) ist ein ehemaliger tschechischer Skilangläufer.

## Werdegang
Buchta begann mit dem professionellen Skilanglauf 1989 und gab am 7. Dezember 1991 sein Debüt im Skilanglauf-Weltcup. Dabei gelang ihm über die 10 km im klassischen Stil im kanadischen Silver Star auf Anhieb ein fünfter Platz. Auch am folgenden Tag lief er als 12. erneut in die Punkteränge. Bei den folgenden Olympischen Winterspielen 1992 in Albertville lief er im 30-km-Einzelrennen als 13. ins Ziel, bevor er gemeinsam mit Radim Nyč, Pavel Benc und Václav Korunka in der Staffel Siebenter wurde. Am 14. März 1992 feierte Buchta mit dem dritten Platz über 50 km in Vang seinen ersten und einzigen Weltcup-Podestplatz. Bei den Nordischen Skiweltmeisterschaften 1993 in Falun, bei denen erstmals getrennte Mannschaften für Tschechien und die Slowakei antraten, wurde Buchta nach einem 36. Platz über 30 km klassisch zwei Tage später 35. über 10 km im klassischen Stil. In der folgenden Verfolgung erreichte er Rang 34.
Nachdem er stark in die Saison 1993/94 gestartet war und in Toblach als Zehnter erneut in die Top 10 lief, gehörte er bei den Olympischen Winterspielen 1994 in Lillehammer zur erstmals antretenden tschechischen Mannschaft. Über 10 km lief er als 26. ins Ziel, bei der folgenden 25-km-Verfolgung lief er auf den 24. Platz. Nachdem er mit der Staffel nur Achter und damit Letzter wurde, beendete er die Spiele mit dem 20. Platz über die 50-km-Einzeldistanz. In den folgenden Winter 1994/95 startete er mit einem Sieg beim FIS-Rennen auf der Tauplitzalm, bevor er beim dortigen Weltcup wenige Tage später als Siebenter erneut ein Top-Resultat erreichte. Zum Saisonende reiste er mit der Nationalmannschaft trotz zuvor eher durchwachsener Ergebnisse zu den Nordischen Skiweltmeisterschaften 1995 in Thunder Bay. Dort begann er mit dem 27. Platz über die 30 km, bevor er über die 10 km klassisch als 20. ins Ziel lief. In der Verfolgung kam er auf den 31. Platz.
Im Februar 1996 bestritt Buchta in Reit im Winkl sein einziges Sprintrennen, kam dabei aber als 17. nicht über eine Platzierung im Mittelfeld hinaus. Am 29. Dezember 1996 gewann er das FIS-Rennen über 15 km von Liberec, nachdem er einen Tag zuvor über 10 km bereits Dritter wurde. Bei den Militär-Skiweltmeisterschaften 1997 in Valcartier wurde er 11. über 15 km. In die Saison 1997/98 startete Buchta mit dem fünften Platz beim Auftaktweltcup in Beitostølen. Es blieb sein einziges Top-Resultat der Saison. Kurz vor dem Jahreswechsel gewann er zwei FIS-Rennen in Liberec.
Bei seinen dritten Olympischen Winterspielen 1998 in Nagano, bei denen er auch Flaggenträger seines Landes war, überraschte Buchta noch einmal nach schwachen Leistungen im Verlauf der Spiele mit einem guten 13. Platz beim abschließenden 50-km-Einzel. Zu Beginn des Winters 1998/99 bestritt er noch einmal zwei Weltcups. Nachdem er dabei ohne Punkte geblieben war, startete er noch erfolgreich bei FIS-Rennen in Bedřichov u Jablonce nad Nisou und Mavrovo, bevor er mit einem punktlosen Start im Skilanglauf-Continental-Cup von Lillehammer seine aktive Skilanglaufkarriere beendete.
Bei den tschechoslowakischen Meisterschaften siegte Buchta in den Jahren 1989 und 1991 über 30 km.
Seit dem Ende seiner aktiven Karriere ist er in der Arena seiner Geburtsstadt Nové Město na Moravě für die Schneekanonen und die Kunstschneeproduktion verantwortlich.

## Platzierungen im Weltcup

### Weltcup-Statistik
Die Tabelle zeigt die erreichten Platzierungen im Einzelnen.
- 1.–3. Platz: Anzahl der Podiumsplatzierungen
- Top 10: Anzahl der Platzierungen unter den ersten zehn
- Punkteränge: Anzahl der Platzierungen innerhalb der Punkteränge
- Starts: Anzahl gelaufener Rennen in der jeweiligen Disziplin
- Hinweis: Bei den Distanzrennen erfolgt die Einordnung gemäß FIS.

| Platzierung         | Distanzrennen a | Distanzrennen a | Distanzrennen a | Distanzrennen a | Distanzrennen a | Skiathlon Verfolgung | Sprint | Etappen- rennen b | Gesamt | Team c | Team c  |
| Platzierung         | ≤ 5 km          | ≤ 10 km         | ≤ 15 km         | ≤ 30 km         | > 30 km         | Skiathlon Verfolgung | Sprint | Etappen- rennen b | Gesamt | Sprint | Staffel |
| ------------------- | --------------- | --------------- | --------------- | --------------- | --------------- | -------------------- | ------ | ----------------- | ------ | ------ | ------- |
| 1. Platz            |                 |                 |                 |                 |                 |                      |        |                   |        |        |         |
| 2. Platz            |                 |                 |                 |                 |                 |                      |        |                   |        |        |         |
| 3. Platz            |                 |                 |                 |                 | 1               |                      |        |                   | 1      |        |         |
| Top 10              |                 | 3               | 3               |                 | 1               |                      |        |                   | 7      |        |         |
| Punkteränge         |                 | 6               | 7               | 5               | 1               |                      | 1      |                   | 20     |        |         |
| Starts              |                 | 16              | 20              | 16              | 3               |                      | 1      |                   | 56     |        |         |
| Stand: Karriereende |                 |                 |                 |                 |                 |                      |        |                   |        |        |         |

### Weltcup-Gesamtplatzierungen
| Saison  | Gesamt | Gesamt | Langdistanz | Langdistanz | Sprint | Sprint |
| Saison  | Punkte | Platz  | Punkte      | Platz       | Punkte | Platz  |
| ------- | ------ | ------ | ----------- | ----------- | ------ | ------ |
| 1988/89 | 07     | 43.    | –           | –           | –      | –      |
| 1989/90 | 20     | 21.    | –           | –           | –      | –      |
| 1990/91 | 25     | 21.    | –           | –           | –      | –      |
| 1991/92 | 33     | 17.    | –           | –           | –      | –      |
| 1992/93 | 35     | 43.    | –           | –           | –      | –      |
| 1993/94 | 87     | 30.    | –           | –           | –      | –      |
| 1994/95 | 51     | 40.    | –           | –           | –      | –      |
| 1995/96 | 96     | 30.    | –           | –           | –      | –      |
| 1996/97 | 38     | 46.    | 10          | 47.         | 05     | 67.    |
| 1997/98 | 76     | 32.    | 08          | 54.         | 68     | 24.    |